# Teofila Reich-Ranicki
Teofila „Tosia“ Reich-Ranicki (geboren am 12. März 1920 in Łódź als Teofila Langnas; gestorben am 29. April 2011 in Frankfurt am Main) war eine polnisch-deutsche Künstlerin und Übersetzerin. Sie war mit dem  Literaturkritiker Marcel Reich-Ranicki verheiratet und Mutter des gemeinsamen Sohnes Andrew Ranicki. Wie ihr Ehemann war sie Überlebende des Warschauer Ghettos.

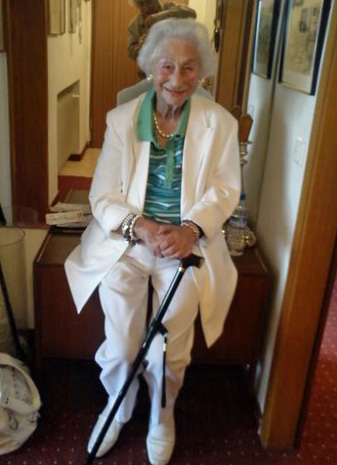
Teofila Reich-Ranicki (2010)

## Leben
Teofila Langnas wurde 1920 in einer jüdischen Kaufmannsfamilie geboren. Ihr Vater Fajwel (Paweł) Langnas war Textilhändler und Mitbesitzer der Tuchfabrik „Langnas, Goldblum und Zajackowski“. Die Familie besaß mehrere Häuser in Łódź. Langnas wuchs dort auf und besuchte eine deutsche Privatschule. Sie spielte Klavier, das sie bis zur Konzertreife beherrschte. Vor dem Zweiten Weltkrieg bereiste sie mehrere europäische Länder und beabsichtigte, nach der Schulzeit in Paris Kunst zu studieren.

### Warschauer Ghetto
Der Einmarsch der deutschen Truppen in Polen und die Enteignung der Familie machten ihre Pläne unmöglich. 1939 floh sie mit ihren Eltern nach Warschau. Ihr älterer Bruder Aleksander war bereits 1932 in die Vereinigten Staaten emigriert. Der von den Nationalsozialisten enteignete Vater nahm sich am 21. Januar 1940 das Leben, woraufhin Helene Reich ihren Sohn Marcel (Reich-Ranicki) bat, sich um Teofila zu kümmern. Von diesem Tag an wurden die beiden ein Paar.
Sie heirateten im Juli 1942 im Warschauer Ghetto, wo das Paar von 1940 bis 1943 lebte. Marcel Reich arbeitete dort als Übersetzer, wodurch er und seine Frau von der Deportation ins Vernichtungslager Treblinka vorläufig verschont blieben. Als Helene Reich ins Vernichtungslager deportiert wurde, sagte sie ihrer Schwiegertochter Teofila: „Kümmer dich um Marcel.“ Teofila fertigte auf die Bitte des Judenrats für den Ghetto-Kommissar  Heinz Auerswald zahlreiche Aquarelle für einen Bildband über die ersten Tage im Leben eines Babys an, da Auerswalds Frau ein Kind erwartete. Damit sollte eine Freilassung jüdischer Kinder erwirkt werden, was nur zwei Tage vor der Deportation gelang. Insgeheim porträtierte sie jedoch auch den Alltag und das Sterben im Ghetto, diese Aquarelle konnte sie noch vor ihrer Flucht aus dem Ghetto herausschmuggeln und verstecken lassen. Sie hielt diese Zeichnungen über 50 Jahre unter Verschluss, bis das Jüdische Museum Frankfurt daraus 1999 eine Ausstellung entwickelte, die sie später auch als Buchband veröffentlichte. Nachdem sie von der geplanten Deportation aller Ghetto-Insassen in das Vernichtungslager Treblinka erfahren hatten, flüchteten Teofila und Marcel Reich am 3. Februar 1943 aus dem Warschauer Ghetto. Marcel fand Aufnahme bei der Familie des arbeitslosen Schriftsetzers Bolek Gawin, Teofila arbeitete zunächst mit gefälschten Papieren als Hausmädchen. Sie wurde mehrfach enttarnt und wechselte die Arbeitsstelle. Nachdem ein Arbeitgeber versucht hatte, ihre Situation auszunutzen, um sie zu belästigen, floh auch sie zu den Gawins und wurde von ihnen bis Ende September 1944 versteckt.

### Volksrepublik Polen
Seit den letzten Kriegsmonaten arbeitete sie für eine Militärzensureinheit im Stab der 2. Polnischen Armee. Am 1. April 1946 schied sie auf eigenen Wunsch aus dem Zensurdienst aus. Nach dem Krieg war Teofila Reich in London als Korrespondentin für Glos Ludu und die Armeezeitung Polska Zbrojna beschäftigt, während ihr Ehemann als Vize-Konsul für die polnische Botschaft tätig war. 1948 änderte die Familie den zu sehr an die Deutschen erinnernden Namen „Reich“ in „Ranicki“ und im selben Jahr wurde der Sohn Andrzej, später Andrew Ranicki geboren. Nach der Rückkehr nach Warschau war sie für die Nationale Front aktiv.

### Bundesrepublik Deutschland
Im Jahr 1958 siedelte die Familie nach Deutschland über, wo Teofila Reich-Ranicki zunächst als Journalistin bei der Polnischen Presseagentur und im Rundfunk tätig war. Als Grafikerin schuf sie die Illustrationen zu mehreren Buchausgaben von Erich Kästner. Weiterhin arbeitete sie als Übersetzerin u. a. von Kinderbüchern von Maria Krüger und Filmskripten aus dem Polnischen ins Deutsche.
Freunde und Bekannte schätzten ihren Humor, eine genaue Beobachtungsgabe und ihr außerordentlich gutes Gedächtnis.
In biographischen Rückblicken wird sie als eigenständige und selbstbewusste Persönlichkeit beschrieben, die dennoch unverbrüchlich zu ihrem Ehemann stand und dies vor allem durch ihre Anwesenheit bei nahezu allen seinen öffentlichen Auftritten demonstrierte. Teofila Reich-Ranicki starb am 29. April 2011 im Alter von 91 Jahren.

## Ausstellungen (Auswahl)
- 1999: Bilder aus dem Warschauer Ghetto. Frankfurt am Main, Jüdisches Museum
- 2009: Bilder aus dem Warschauer Ghetto. Wien, Jüdisches Museum [9]

## Werke
- Doktor Erich Kästners Lyrische Hausapotheke. 56 Gedichte im Warschauer Ghetto aufgeschrieben und illustriert von Teofila Reich-Ranicki. Deutsche Verlags-Anstalt, München 2000, ISBN 3-421-05373-1
- Es war der letzte Augenblick: Leben im Warschauer Getto. Aquarelle von Teofila Reich-Ranicki und Texte von Hanna Krall. Aus dem Polnischen von Roswitha Matwin-Buschmann. Deutsche Verlags-Anstalt, Stuttgart/München 2000, ISBN 3-421-05415-0.
- Erich Kästner: Seelisch verwendbar. Hanser, München 1998, ISBN 978-3-446-19509-7 (Illustration).

## Filme
- Mein Leben – Marcel Reich-Ranicki. Fernsehspiel, Deutschland, 2008/09, 90 Min., Buch: Michael Gutmann, Regie: Dror Zahavi, Produktion: WDR, Katharina Trebitsch, Darsteller: Marcel Reich-Ranicki: Matthias Schweighöfer, Teofila Reich-Ranicki: Katharina Schüttler[10][11]
- Wortwechsel. Walter Janson im Gespräch mit Teofila Reich-Ranicki (Zeichnerin). Gespräch, Deutschland, 2005, 30 Min., Produktion: SWR